# 姚立德 (清朝)
姚立德（？—1783年），字次功，號小坡，浙江仁和（今杭州）人。
吏部侍郎姚三辰之孙。以蔭生授主事。乾隆二十八年（1763年）知泰安府。乾隆十二年，外授江寧通判。历官直隶景州知州、山东按察使兼河东河道总督、加兵部尚书。《清史稿·姚立德傳》載立德為官嚴謹，「陽穀民王倫為亂，立德分守東昌，城圮難守，引運河水繞城壕，恃以為固；檄發倫先墓，磔其屍。」乾隆四十八年（1783年）卒。